# Corbeta de Patrulla Europea
La Corbeta de Patrulla Modular y Polivalente (MMPC), anteriormente denominada Corbeta de Patrulla Europea (en inglés: European Patrol Corvette, EPC), es un proyecto de Cooperación Estructurada Permanente (PESCO) que fue adoptado por el Consejo Europeo el 12 de noviembre de 2019. El objetivo es diseñar y desarrollar una nueva clase de buques de superficie de combate. En el proyecto participaron inicialmente Italia y Francia, siendo la primera la coordinadora. A los dos países pronto se les unirían Grecia y España y, gradualmente, varios otros países europeos como Dinamarca, Noruega y Rumania.
En 2022, se indicó que el proyecto recibiría otros 200 millones de euros del Fondo Europeo de Defensa (FED) de la UE.

## Diseño y descripción

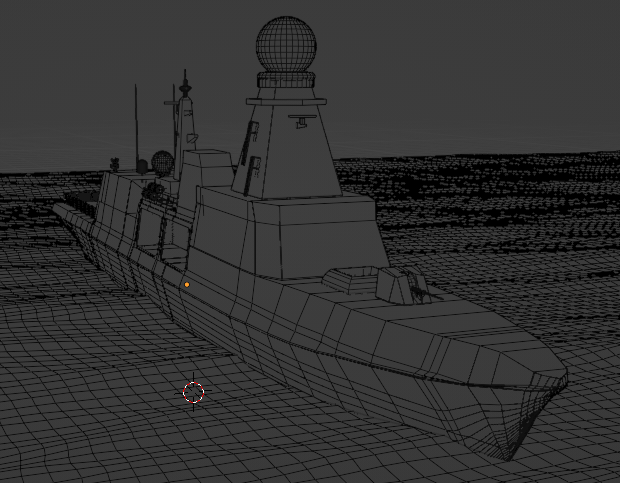
Imagen CGI de una Corbeta Patrulla Europea.

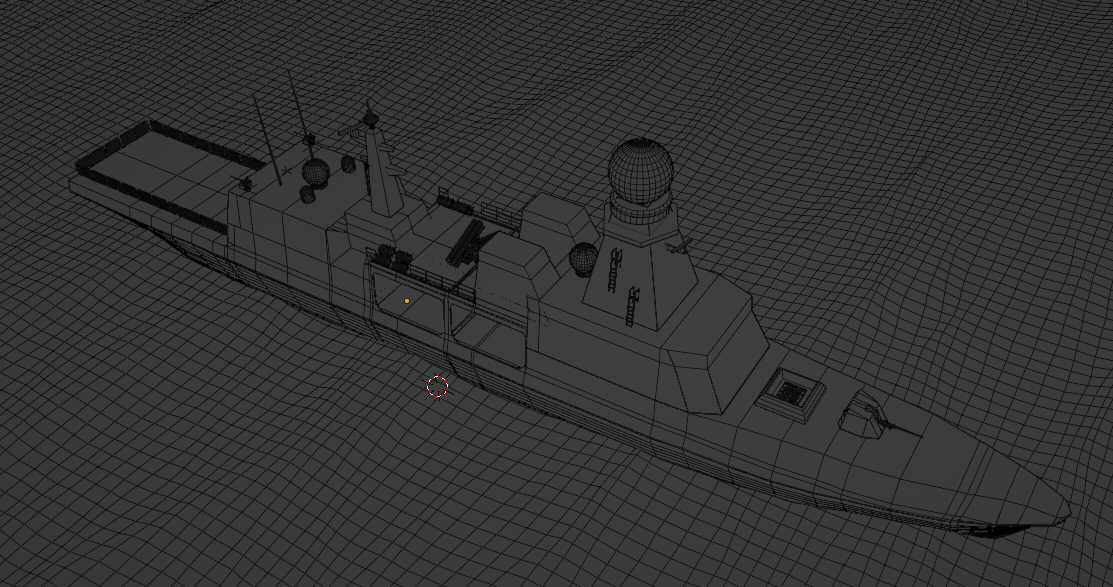
Imagen CGI de una Corbeta Patrulla Europea.

Los barcos tendrán un casco convencional de diferentes dimensiones, armamento y sistemas de propulsión.
El MMPC tendrá al menos dos versiones:
- Variante de combate (preferencia italiana informada): radar 3D y sistemas de gestión de combate, misiles tierra-aire (SAM) de alcance medio/corto, contramedidas antitorpedos, velocidad máxima prevista: 25-26 nudos (46-48 km/h; 29 a 30 mph);
- Variante de patrulla de largo alcance (preferencia francesa informada): radar 3D y sistemas de gestión de combate, SAM de alcance medio/corto, velocidad máxima prevista: 24 nudos (44 km/h; 28 mph)[7]

Otras fuentes habían sugerido anteriormente que se debían considerar tres variantes:
- EPC optimizado para guerra antisuperficie (ASuW) y antiaérea (AAW) con posibilidad de guerra antisubmarina (ASW) y con capacidades de autodefensa
- EPC optimizado para la guerra antisuperficie (ASuW) y diseñado con alcance oceánico (alcance de 10.000 millas náuticas, 19.000 km, 12.000 mi a 14 nudos, 26 km/h, 16 mph).
- EPC optimizado para misiones de patrullaje en aguas azules (en alta mar)[8]

Cualquiera que sea la configuración y las variantes, a partir de 2022 los Estados miembros participantes pretenden firmar potencialmente un contrato ya en 2025 y esperan que la colocación de la quilla del primer barco tenga lugar en 2026 y la entrega comience en 2030.

## Participantes

### Estados
- Italia - Coordinador del proyecto
- Francia
- España
- Grecia
- Dinamarca
- Noruega
- Rumania
- Portugal - Observador
- Croacia - Observador

### Principales empresas
- Naviris (una empresa conjunta 50/50 entre Fincantieri y Naval Group)
- Fincantieri
- Naval Group
- Navantia

## Usuarios esperados
- Marina Militare

Para suceder a las patrulleras clase Comandanti
- Marina Nacional francesa

Para suceder a las fragatas de vigilancia clase Floréal
- Armada Española

Para suceder a las corbetas clase Descubierta y a los buques patrulleros de altura clase Serviola
- Armada Griega